# Tinea caerula
Tinea caerula is een vlinder uit de familie van de echte motten (Tineidae). De wetenschappelijke naam van de soort werd in 1927 gepubliceerd door Edward Meyrick. De soort komt voor in Peru.